# 모래언덕두더지쥐속
모래언덕두더지쥐속(Bathyergus)은 뻐드렁니쥐과에 속하는 설치류 속이다. 남아프리카의 토착종이다. 2종으로 이루어져 있다.

## 특징
꼬리 길이 40~70mm를 제외한 몸길이가 175~330mm인 중간 크기의 설치류로 몸무게는 최대 2.2kg이다.

## 분포
나미비아 남서부와 남아프리카공화국 서부, 남부 해안가 사이의 남아프리카에서 널리 분포한다.

## 하위 종
- 나마콰모래언덕두더지쥐 (Bathyergus janetta)
- 케이프모래언덕두더지쥐 (Bathyergus suillus)

## 계통 분류
2004년 잉그램(Ingram) 등은 분자생물학 정보에 의해 다음과 같은 계통 분류군을 제안했다.
|  | 두더지쥐속                           |
|  |                                      |
|  | 아프리카두더지쥐속(아프리카두더지쥐) |
|  |                                      |

|  | 모래언덕두더지쥐속 |
|  |                    |
|  | 케이프두더지쥐속   |
|  |                    |

|  | 두더지쥐속                           |
|  |                                      |
|  | 아프리카두더지쥐속(아프리카두더지쥐) |
|  |                                      |

|  | 모래언덕두더지쥐속 |
|  |                    |
|  | 케이프두더지쥐속   |
|  |                    |

|  | 두더지쥐속                           |
|  |                                      |
|  | 아프리카두더지쥐속(아프리카두더지쥐) |
|  |                                      |

|  | 모래언덕두더지쥐속 |
|  |                    |
|  | 케이프두더지쥐속   |
|  |                    |

|  | 두더지쥐속                           |
|  |                                      |
|  | 아프리카두더지쥐속(아프리카두더지쥐) |
|  |                                      |

|  | 모래언덕두더지쥐속 |
|  |                    |
|  | 케이프두더지쥐속   |
|  |                    |

|  | 두더지쥐속                           |
|  |                                      |
|  | 아프리카두더지쥐속(아프리카두더지쥐) |
|  |                                      |

|  | 모래언덕두더지쥐속 |
|  |                    |
|  | 케이프두더지쥐속   |
|  |                    |

|  | 두더지쥐속                           |
|  |                                      |
|  | 아프리카두더지쥐속(아프리카두더지쥐) |
|  |                                      |

|  | 모래언덕두더지쥐속 |
|  |                    |
|  | 케이프두더지쥐속   |
|  |                    |

|  | 두더지쥐속                           |
|  |                                      |
|  | 아프리카두더지쥐속(아프리카두더지쥐) |
|  |                                      |

|  | 모래언덕두더지쥐속 |
|  |                    |
|  | 케이프두더지쥐속   |
|  |                    |

|  | 두더지쥐속                           |
|  |                                      |
|  | 아프리카두더지쥐속(아프리카두더지쥐) |
|  |                                      |

|  | 모래언덕두더지쥐속 |
|  |                    |
|  | 케이프두더지쥐속   |
|  |                    |